# Flauta (gastronomía)

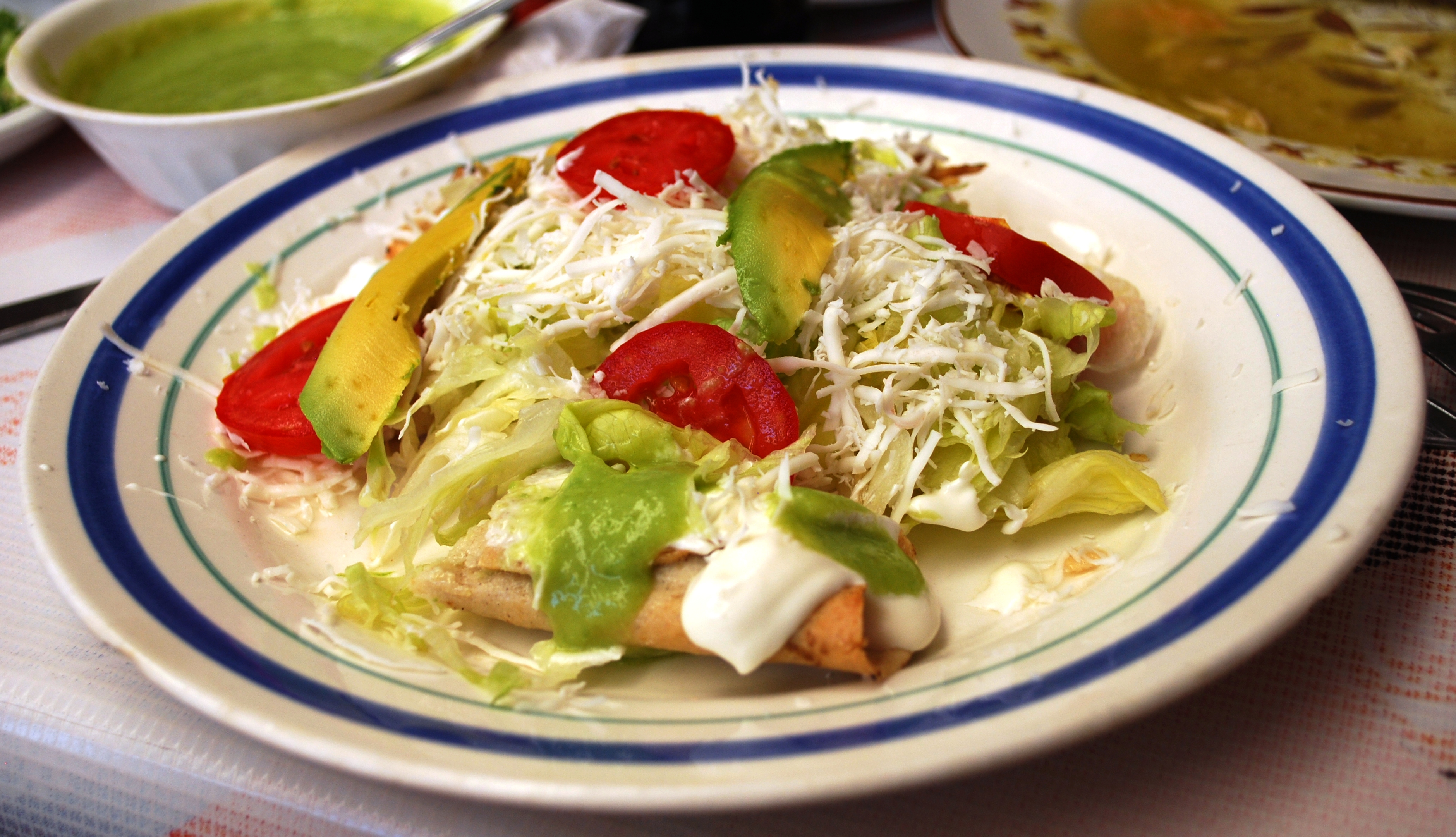
Flautas de Tequisquiapan, Querétaro.

Las flautas son un platillo de la gastronomía mexicana y forma parte de los conocidos como "antojitos mexicanos". El plato consiste en tacos hechos de tortilla de maíz o tortilla de harina enrollada y frita, los cuales pueden tener diferente contenido, como: pollo, carne deshebrada, picadillo, papa, frijoles, guacamole, crema, queso, entre otros. En Ciudad Victoria, Tamaulipas, las flautas se preparan con tortillas de harina.

## Preparación
Para su elaboración se utilizan tortillas de maíz, y puede utilizarse cualquier guiso, puede ser carne de pollo o res, deshebrada (también puede ser mixto), papa o salsa verde, cochinita, chicharrón, picadillo, etc., e incluso se pueden preparar flautas de aguacate con sal.

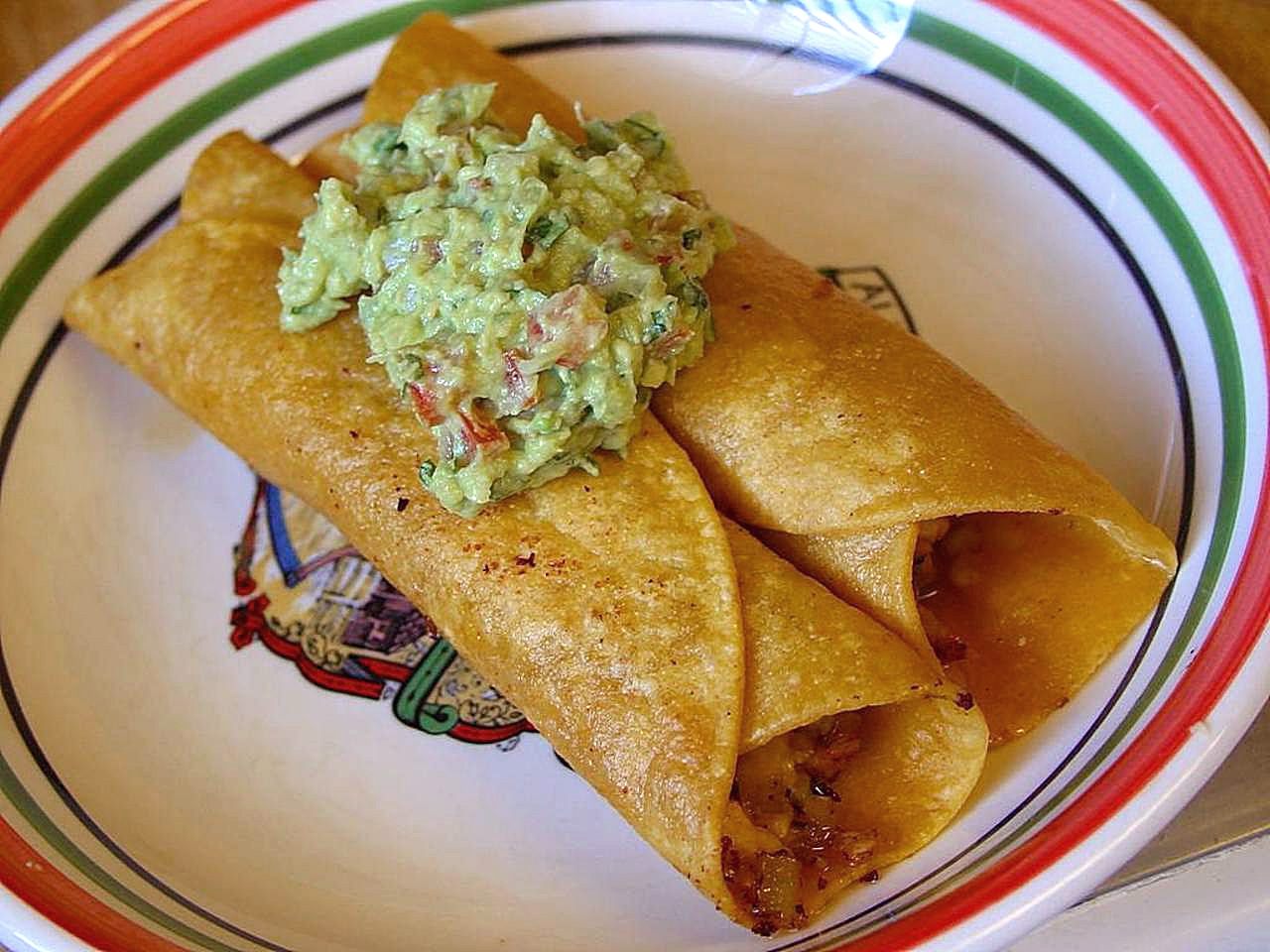
Unas "flautas" con guacamole encima

Primero se enrolla la tortilla con el relleno dentro, después se fríe en aceite hasta dorar la tortilla, se sirven con lechuga o repollo y frijoles.